# Chutes de la Lobé
Pour les articles homonymes, voir Lobé.
Les chutes de la Lobé se trouvent au sud du Cameroun. Situées à sept kilomètres au sud de Kribi, elles ont la particularité rare au monde du fait que le fleuve Lobé se jette directement dans l'océan Atlantique. Elles constituent l'attraction majeure de Kribi.
Cette région comporte de grandes plages de sable fin où viennent pondre deux espèces de tortues marines : la tortue luth et la tortue olivâtre. Le projet de sauvegarde des tortues marines est géré par le Centre spécialisé de recherche sur les écosystèmes marins (CERECOMA) de l'IRAD (Institut de recherche agricole pour le développement) et l'Union mondiale pour la nature (UICN-France ; UICN-BRAC). Ce projet pilote comporte un volet d'aide communautaire aux villages de pêcheurs côtiers, aide actuellement développée à travers un partenariat entre les mairies de Courteranges en France et Campo au Cameroun. Ce partenariat a été couronné par le jumelage des deux mairies en avril 2006. Le CERECOMA est une structure créée en février 2006 par le conseil d'administration de l'IRAD ; il est placé sous l'autorité scientifique de l'IRAD et sous la tutelle du ministère de la Recherche Scientifique et de l'Innovation (MINRESI) du Cameroun. D'autre part, les tortues capturées accidentellement par les pêcheurs artisanaux de Kribi sont parrainées par des hommes d'affaires ou des touristes, ce qui permet de dédommager les pêcheurs et sauver ces tortues qui, sinon, seraient tuées pour leur viande et leur carapace.

## Galerie de photographies

Vues des chutes de la Lobé
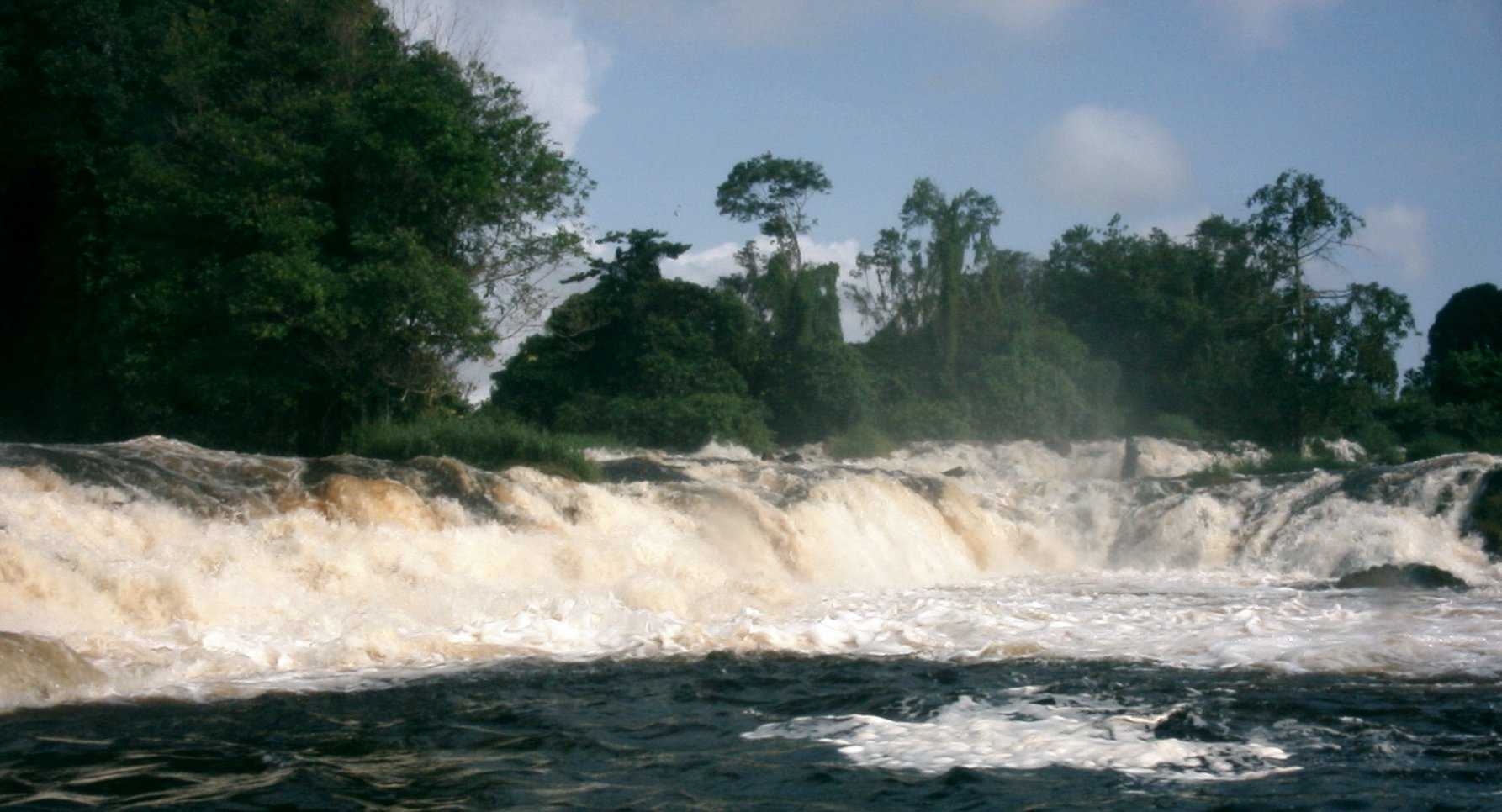
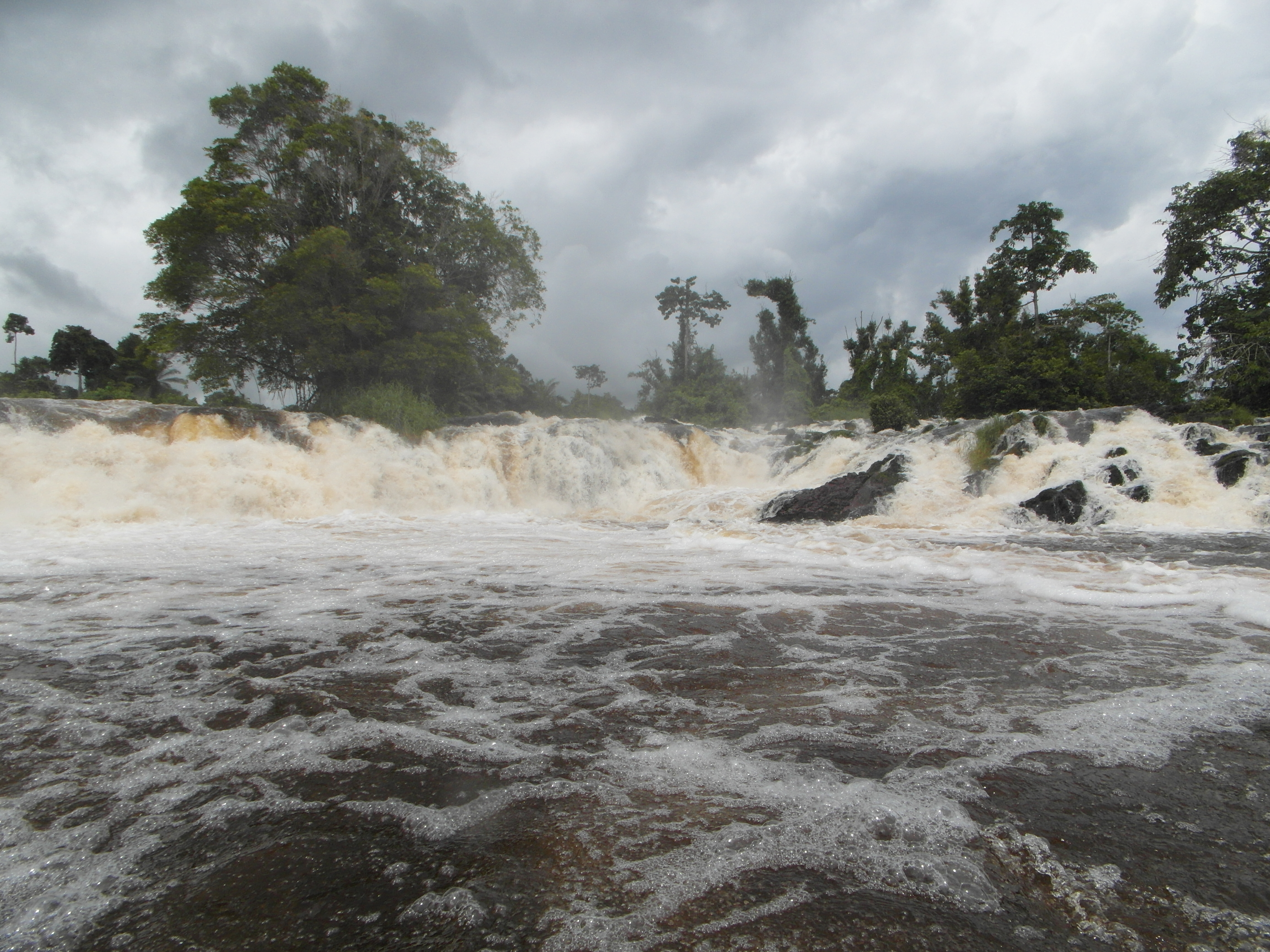
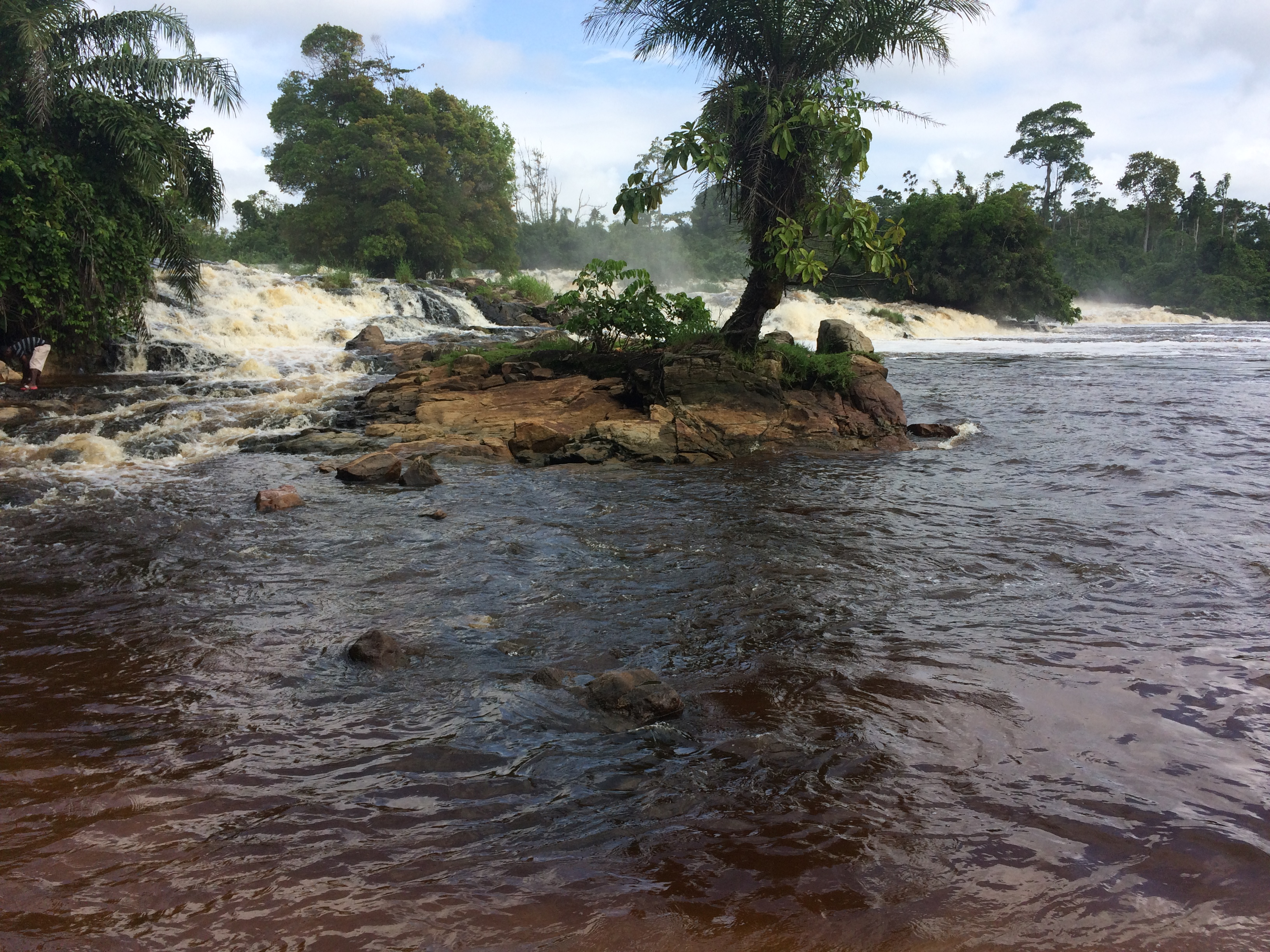